# Muscle jumeau inférieur
Le muscle jumeau inférieur est un muscle du membre inférieur.
Il fait partie des muscles fessiers profonds et des muscles pelvi-trochantériens.

## Description
Le muscle jumeau inférieur est un muscle grêle qui relie l'os coxal au fémur.
Il est satellite du muscle obturateur interne sur son bord inférieur.

## Origine
Le muscle jumeau inférieur se fixe sur la partie supérieure de la tubérosité ischiatique.

## Trajet
Le muscle jumeau inférieur rejoint le tendon du muscle obturateur interne.

## Terminaison
Le muscle jumeau inférieur se fixe avec le tendon du muscle obturateur interne dans la fosse trochantérienne sur la face médiale du grand trochanter.

## Innervation
Le muscle jumeau inférieur est innervé par un nerf commun avec le muscle carré fémoral : le nerf du muscle carré fémoral issu des racines L4, L5 et S1 du plexus sacré.

## Anatomie fonctionnelle
Le muscle jumeau inférieur est rotateur externe et abducteur de la hanche.